# Olga Cristea

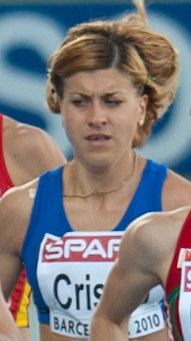
Olga Cristea

Olga Cristea (* 13. Dezember 1987 in Chișinău) ist eine moldauische Mittelstreckenläuferin, die sich auf die 800-Meter-Distanz spezialisiert hat.

## Leben
2003 gewann sie Silber bei den Leichtathletik-Jugendweltmeisterschaften und 2006 Gold bei den Juniorenweltmeisterschaften in Peking.
Bei den Olympischen Spielen 2004 in Athen schied sie im Vorlauf aus. Vier Jahre später bei den Spielen in Peking erreichte sie das Halbfinale. Bei den Weltmeisterschaften 2009 in Berlin kam sie nicht über die Vorrunde hinaus. Im Juli 2010 wurde bei einem Dopingtest ein erhöhter Testosteron-Wert festgestellt, Cristea wurde für zwei Jahre gesperrt.

## Persönliche Bestzeiten
- 400 m: 53,44 min, 4. Juni 2004, Chișinău
- 800 m: 2:00,12 min, 16. August 2008, Peking
  - Halle: 2:09,00 min, 23. Februar 2008, Mahiljou
- 1500 m: 4:33,22 min, 18. Juni 2006, Banská Bystrica